# آلیگاتوریوم
آلیگاتوریوم (نام علمی: Alligatorium) نام یک سرده از تیره نابجاخزندگان است.